# Leoni (film)
Leoni è un film italiano del 2015 diretto da Pietro Parolin.
Prodotto dal Centro sperimentale di cinematografia, è un omaggio alla commedia all'italiana ambientato nella provincia veneta.

## Trama
Gualtiero Cecchin, figlio di un imprenditore trevigiano e di una madre influente nell'alta società, dopo avere scialacquato l'ingente patrimonio familiare si ritrova a dover cercare una fonte di reddito. La sua brillante idea imprenditoriale è vendere crocifissi prodotti interamente con plastica riciclata, ma per ottenere finanziamenti per comprare la materia prima è costretto a rivolgere a un losco faccendiere napoletano che pare sia legato alla Camorra. Il cognato Alessio Leopardi, un poliziotto frustrato e pieno di rancori, cerca di incastrare Gualtiero per privarlo della sua fetta di eredità, una grande villa nel trevigiano.

## Produzione
Il film è stato prodotto dal Centro sperimentale di cinematografia (CSC Production) di Roma. È stato realizzato grazie a un bando della Regione Veneto a favore della creatività dei giovani e ha avuto la collaborazione di partner produttivi tra i quali la Presidenza del Consiglio dei ministri – Dipartimento della Gioventù e del Servizio Civile Nazionale, MiBAC, Rai Cinema, Fondazione Centro Sperimentale di Cinematografia, Digipix, AMG, 360 Degrees, Annamode Costumes.
È stato girato in varie località del Veneto: nel centro storico di Treviso, a Susegana, a Levada di Piombino Dese, nella provincia di Padova e sull'altopiano del Cansiglio, tra Belluno, Treviso e Pordenone.

## Distribuzione
Il film è stato distribuito il 5 febbraio 2015 nelle sale italiane.

## Critica
Con umiltà, ma anche con una buona padronanza del racconto e dell'immagine [...] ricrea un piccolo mondo antico aggiornandolo all'oggi [...] Questa provincia ancora dominata da industrie a conduzione famigliare [...] è credibile grazie a comportamenti riconoscibili e dialoghi efficaci, e grazie alle interpretazioni autoironiche del cast [...]
Leoni omaggia la grande commedia all'italiana senza limitarsi ad imitarla [...]»
(Paola Casella, MyMovies.it)

## Premi
- Roseto opera prima, XX edizione, 2015:
  - Premio Rosa d'oro per il miglior regista a Pietro Parolin
- Eurasian Bridge - Festival internazionale del cinema a Yalta edizione 2016:
  - Premio Miglior ruolo maschile a Neri Marcorè